# Лясовиці (Мазовецьке воєводство)
Лясовиці (пол. Lasowice) — село в Польщі, у гміні Єдльня-Летнісько Радомського повіту Мазовецького воєводства.
Населення — 346 осіб (2011).

## Демографія
Демографічна структура станом на 31 березня 2011 року:
|          | Загалом | Допрацездатний вік | Працездатний вік | Постпрацездатний вік |
| -------- | ------- | ------------------ | ---------------- | -------------------- |
| Чоловіки | 164     | 39                 | 115              | 10                   |
| Жінки    | 182     | 45                 | 118              | 19                   |
| Разом    | 346     | 84                 | 233              | 29                   |